# 封閉式名單
封閉式名單，名單候選人當選順序固定，選民只能圈選政黨，之後依政黨得票分配決定。

## 優缺點
此制度需特別注意的是，政黨提出的候選人名單因為是照著排列順序遞補當選，也因此，名單的候選人本身就代表著政黨的「門面」，越前面的候選人其專業領域或是從政經驗等經歷就顯的很重要，也因此，若是政黨把名聲具爭議性的候選人排的太前面，會影響到其政黨的得票率。
使用封閉列表的投票系統使用由該方選擇的候選人列表。控制此列表的人員處於關鍵的權力「仲介」角色。從名單中選出的成員（候選人）基本上是列表製造者 - 他們的政治生存取決於他們的名字出現在列表中的高度，或者它是否出現在議會中的難易程度。因為該制度需要政黨的存在。也因此必須去掉當選人黨籍才能迫使他辭職。
因此，封閉式名單可能將政治權力轉移給撰寫該黨候選人名單中較沒有從政經歷的人士（戰略家、代表政黨、官員等）。可以透過初選方式緩解這項問題。根據當事人獲得的選票數量，某一方的「水印」候選人可能會失去或贏得席位。「水印」是特定方可以實現的席位數。該黨贏得的席位數量，加上候選人在該黨名單上的位置的前後，將確定某個候選人是否會獲得一個席位。
另外候選人也可以按照一些規矩去做額外的排列。
例如以色列、俄羅斯等國的選舉制度。另外，目前部分單一選區兩票制有關比例代表制部分也採此種投票方式。

## 採用國家/地區

### 比例代表制
- 阿尔巴尼亚
- 安哥拉
- 阿根廷
- 安道尔
- 巴西
- 賽普勒斯
- 爱沙尼亚
- 希腊
- 爱尔兰
- 以色列
- 義大利
- 澳門
- 摩納哥
- 波蘭
- 葡萄牙
- 俄羅斯
- 塞爾維亞
- 南非
- 西班牙
- 土耳其
- （2026-）
- 乌拉圭[2][3][4][5]

（那些選舉制度只有部分封閉名單的國家，即混合成員比例代表制被排除在外。）

### 联立制
- 德国
- 新西兰
- 苏格兰
- （1999-2021）

### 部分採取
- 單一選區兩票制
  -  日本（眾議院；參議院於1983至1998年時全部採用，2019年時部分採用）
  -  大韓民國
  -  中華民國（臺灣）
- 有關選舉比例代表制部分
  -  香港（1997-2016）
  -  澳門

## 另見
- 聯立制
- 並立制
- 開放名單
- 民主制度分类

## 外部連結
- Open, Closed and Free Lists （页面存档备份，存于） at Ace Project